# Taiyuan Wusu International Airport
De Taiyuan Wusu International Airport (Chinees: 太原武宿国际机场, Hanyu pinyin: Tàiyuán Wǔsù Guójì Jīchǎng) (IATA-code: TYN, ICAO-code: ZBYN) is een vliegveld in Xiaodian, 15 km ten zuidoosten van het centrum van Taiyuan, provinciehoofdstad van de provincie Shanxi in China. De luchthaven is een focus city voor China Eastern Airlines en Hainan Airlines. In 2023 telde de Taiyuan Wusu Airport 102.372 vliegbewegingen, 12.796.462 passagiers en 50.595 ton cargo.
Gebouwd in 1939 door het Japans Keizerlijk Leger, is het uitgegroeid tot de drukste luchthaven van de provincie Shanxi, met verbindingen naar de meeste grote steden in China. Sinds maart 2006 heeft de luchthaven een uitbreidingsfase ondergaan met een nieuwe terminal T2 voor een bedrag van CNY 1,57 miljard. De bouw werd eind 2007 voltooid. Na de opening van T2 werd T1 gerenoveerd en in 2011 heropend. Sinds deze uitbreiding heeft het kunnen dienen als een afleidingsluchthaven voor Beijing Capital International Airport, en heeft die functie met name vervuld tijdens de Olympische Zomerspelen van 2008. Ook sinds de opening van Daxing International Airport vervult Taiyuan Wusu voor deze luchthaven een functie bij afleidingen.
De luchthaven ligt op een terrein van 13 km², de landingsbaan, aangelegd in 1996, is 3.600 meter lang, 75 meter breed, er is een platform van 340.000 vierkante meter, met 60 stands. De 2 terminals hebben samen een oppervlakte van 80.800 vierkante meter. Het vrachtgebouw werd in de eerste helft van 2010 afgewerkt. In 2021 begon de bouw van het T3-terminalgebouw, dat in 2027 gepland is geopend te worden.
De luchthaven is sinds 22 februari 2025 bediend door lijn 1 van de metro van Taiyuan, naast een bediening door meerdere buslijnen.